# Харлан Ольга Дмитрівна
Ольга Дмитрівна Харлан (нар. 9 листопада 1964 року) — українська вчена в галузі літературознавства, завідувач кафедри української літератури та компаративістики Інституту філології та соціальних комунікацій Бердянського державного педагогічного університету, доктор філологічних наук, професор.

## Біографія
Народилася 9 листопада 1964 р. в селі Івано-Золотому Заліщицького району Тернопільської області. У 1987 р. закінчила з відзнакою філологічний факультет Чернівецького державного університету за спеціальністю «Українська мова і література».
У 1987–1990 рр. за направленням працювала вчителем української мови та літератури ЗОШ № 4 міста Бердянська Запорізької області. З 1990 р. працює в Бердянському державному педагогічному університеті.
Протягом 1994–1997 рр. навчалася в аспірантурі Національного педагогічного університету ім. М. П. Драгоманова за спеціальністю «українська література». У 1997 р. захистила кандидатську дисертацію «Творчість Катрі Гриневичевої в контексті західноукраїнської літератури першої половини ХХ ст.» (науковий керівник — доктор філологічних наук, професор П. П. Хропко). У 2001 р. отримала вчене звання доцента.
З 2001 р. по 2005 р. — завідувач кафедри української та зарубіжної літератури Бердянського державного педагогічного університету. У 2005–2008 рр. — докторант кафедри теорії літератури та компаративістики Інституту філології Київського національного університету імені Тараса Шевченка. У січні 2009 року захистила докторську дисертацію на тему «Моделі катастрофізму в українській та польській прозі міжвоєнного десятиліття» (науковий консультант — доктор філологічних наук, професор О. Г. Астаф'єв). З 2010 р. — завідувач кафедри української літератури та компаративістики Інституту філології та соціальних комунікацій БДПУ.

## Наукова діяльність
Доктор філологічних наук, професор О. Д. Харлан викладає навчальні дисципліни: «Історія української літератури (1910-1930-ті рр.)», «Історія німецької літератури», «Література рідного краю», «Літературна компаративістика», «методика викладання української літератури у вищій школі».

### Основні публікації
1. Класична пластика, і контур строгий, і логіки залізна течія…: програма наукових читань, присвячених 120-й річниці від дня народження Миколи Зерова / [укл. : О. Д. Харлан, С. С. Журавльова]. — Бердянськ, 2010. — 10 с.
2. Катря Гриневичева: життя і творчість: [навч. посібник] / Ольга Харлан. — К. : Міжнар. фінансова агенція, 1997. — 37 с.
3. Історична проза Катрі Гриневичевої: [навч. посібник] / Ольга Харлан. — К. : Міжнар. фінансова агенція, 1997. — 50 с.
4. Основні проблеми вивчення «Велесової книги»: [навч. посібник] / О. Харлан. — К. : Знання, 2001. — 109 с.
5. Катря Гриневичева: Літературний портрет: [монографія] / Ольга Харлан. — К. : Знання, 2000. — 168 с.
6. Дискурс катастрофізму в українській та польській прозі (1918—1939): [монографія] / Ольга Харлан. — К. : Освіта України, 2008. — 305 с.
7. Міський текст в українській прозі міжвоєнного двадцятиліття / О. Д. Харлан // Література у просторі культури: колект. монографія / О. Д. Харлан, Н. П. Анісімова, С. О. Філоненко, В. Є. Копиця; [автор передм. О. Г. Астаф'єв]. — Донецьк: Юго-Восток, 2009. — С. 10-42.
8. Українська і польська літератури міжвоєнного двадцятиліття: порівняльний аспект / Ольга Харлан // Українсько-польські літературні взаємини: історія, типологія, рецепція: колективна монографія / О. Г. Астаф'єв, П. В. Михед, Є. К. Нахлік, О. М. Нахлік, Р. П. Радишевський, Л. І. Скупейко, О. Д. Харлан, Е. Д. Циховська; [передм. О. В. Домащенко]. — Донецьк: Ноулідж (донецьке відділення), 2010. — С. 79-108.

## Нагороди
Нагороджена знаком «Відмінник освіти України» (2009), знаком «За наукові досягнення» (2011), почесною грамотою Національної академії педагогічних наук України (2015), медаллю «За вагомий внесок у розвиток міста Бердянськ» (2018).